# Йоджана
Йоджана - базова міра довжини в ведичної літератури і древньої Індії. Використовується в сучасному індуїзмі.
1 йоджана = 32 000 Хаста = 13824 м = 13.824 км.
Згідно з давньоіндійськими астрономічними трактатами йоджана відображає взаємини астрономічного руху небесних світил і Землі. 
Також, йоджану використовували як міру довжини в будівництві міст і при кінному переході запряженогконя.
Відповідність йоджани сучасним мірам довжини обчислював співробітник Інституту Бхактіведанти, доктор математики Річард Л. Томпсон.